# Тај Нгујен
Тај Нгујен (виј. Thái Nguyên) је град у Вијетнаму у покрајини Thai Nguyen. Према резултатима пописа 2009. у граду је живело 330.000 становника.